# Línea 913 (Interurbanos Madrid)
La línea 913 de la red de autobuses interurbanos de Madrid une Torrelaguna con Patones.

## Características
Esta línea presta servicio además a Torremocha de Jarama tardando aproximadamente 10 mins entre cabeceras.
La línea se denomina incorrectamente 913 Torrelaguna - El Atazar debido a que el recorrido normal finaliza en Patones, siendo la prolongación a El Atazar solo realizada por algunos servicios; además se observa en las sublíneas que operan que los servicios que continúan a El Atazar no son la primera sublínea registrada.
Algunas expediciones de la línea proceden o continúan a Redueña, otras dan servicio a la localidad de Patones de Arriba, continúan a El Atazar y además de expediciones que combinan las modificaciones mencionadas. Algunas expediciones no realizan parada en la Urbanización El Retiro (Torremocha) e incluso omiten todas las paradas de Torremocha de Jarama.
Hasta el 1 de diciembre del 2015, la línea estaba operada por el ayuntamiento de El Atazar y la concesión pasó a ser tomada por la actual operadora ALSA. Hasta esa fecha la línea no contaba con la prolongación a Redueña, pero sí contaba con una prolongación los viernes y vísperas de festivo que continuaba a los municipios de Alpedrete de la Sierra y Valdepeñas de la Sierra. También los domingos y festivos se realizaba una expedición idéntica pero en sentido contrario procedía de Valdepeñas de la Sierra, por Alpedrete de la Sierra. Esta expedición debía pedirse telefónicamente al ayuntamiento de Valdepeñas de la Sierra. Esta expedición especial tenía fines turísticos, puesto que sólo llegaba a Alpedrete de la Sierra y Valdepeñas de la Sierra los viernes y vísperas de festivo; y sólo volvía de los mismos los domingos y festivos. Actualmente esta expedición ya no se realiza (entre otras) y la sublínea que la realizaba se encuentra dada de baja al igual que las paradas situadas en estos municipios.
Siguiendo la numeración de líneas del CRTM, las líneas que circulan por el corredor 9 son aquellas que dan servicio a los municipios muy alejados de la capital y comienzan con un 9. Tan solo existen 3 líneas que cumplen este criterio: 911, 912 y 913 (las líneas interurbanas nocturnas que comienzan por 9 lo hacen debido a motivos de numeración, y no corresponden con el tipo de línea como las 3 mencionadas anteriormente).
La línea mantiene los mismos horarios todo el año (exceptuando las vísperas de festivo y festivos de Navidad).
Está operada por la empresa ALSA mediante la concesión administrativa VCM-103 - Madrid - Buitrago - Rascafría (Viajeros Comunidad de Madrid) del Consorcio Regional de Transportes de Madrid.

### Material móvil
| Marca         | Modelo           | Año  | Combustible |
| ------------- | ---------------- | ---- | ----------- |
| Mercedes-Benz | Ferqui Sunset S3 | 2016 | Diésel      |
| Iveco         | Ferqui Sunrise   | 2019 | Diésel      |

### Sublíneas
Aquí se recogen todas las distintas sublíneas que ha tenido la línea 913, incluyendo aquellas dadas de baja. La denominación de sublíneas que utiliza el CRTM es la siguiente:
- Número de línea (913)
- Sentido de circulación (1 ida, 2 vuelta)
- Número de sublínea

Por ejemplo, la sublínea 913114 corresponde a la línea 913, sentido 1 (ida) y el número 14 de numeración de sublíneas creadas hasta la fecha.
Las sublíneas marcadas en negrita corresponden a sublíneas que actualmente se encuentran dadas de baja o se desconoce su ruta y denominación. Una de ellas podría corresponder a la expedición que continuaba/procedía de Alpedrete de la Sierra y Valdepeñas de la Sierra. Esa expedición está actualmente dada de baja y se desconocen más detalles sobre ella.
| Ida    | Ruta                             | Itinerario                                                                  | Vuelta | Ruta                              | Itinerario                                                      |
| 913101 | -                                | Torrelaguna - Patones                                                       | 913201 | -                                 | Patones - Torrelaguna                                           |
| 913102 | a                                | Torrelaguna - Patones - El Atazar                                           | 913202 | a                                 | El Atazar - Patones - Torrelaguna                               |
| 913103 | Desconocido                      | Desconocido                                                                 | 913203 | Desconocido                       | Desconocido                                                     |
| 913104 | ap                               | Torrelaguna - Patones - Patones de Arriba (A DEMANDA)                       | 913204 | No existe la ruta "ap" de vuelta  | No existe la ruta "ap" de vuelta                                |
| 913105 | Desconocido                      | Desconocido                                                                 | 913205 | Desconocido                       | Desconocido                                                     |
| 913106 | Desconocido                      | Desconocido                                                                 | 913206 | Desconocido                       | Desconocido                                                     |
| 913107 | r                                | Redueña - Torrelaguna - Patones                                             | 913207 | r                                 | Patones - Torrelaguna - Redueña                                 |
| 913108 | p                                | Torrelaguna - Patones - Patones de Arriba                                   | 913208 | p                                 | Patones de Arriba - Patones - Torrelaguna                       |
| 913109 | rt                               | Redueña - Torrelaguna                                                       | 913209 | No existe la ruta "rt" de vuelta  | No existe la ruta "rt" de vuelta                                |
| 913110 | No existe la ruta "t" de vuelta  | No existe la ruta "t" de vuelta                                             | 913210 | t                                 | Patones - Torrelaguna, sin paso por Torremocha                  |
| 913111 | No existe la ruta "tr" de vuelta | No existe la ruta "tr" de vuelta                                            | 913211 | tr                                | Patones - Torrelaguna - Redueña, sin paso por Torremocha        |
| 913112 | ra                               | Redueña - Torrelaguna - Patones - El Atazar (A DEMANDA)                     | 913212 | No existe la ruta "ra" de vuelta  | No existe la ruta "ra" de vuelta                                |
| 913113 | pa                               | Torrelaguna - Patones - Patones de Arriba (A DEMANDA) - El Atazar           | 913213 | No existe la ruta "pa" de vuelta  | No existe la ruta "pa" de vuelta                                |
| 913114 | rpa                              | Redueña - Torrelaguna - Patones - Patones de Arriba (A DEMANDA) - El Atazar | 913214 | No existe la ruta "rpa" de vuelta | No existe la ruta "rpa" de vuelta                               |
| 913115 | No existe la ruta "ar" de vuelta | No existe la ruta "ar" de vuelta                                            | 913215 | ar                                | El Atazar - Patones - Torrelaguna - Redueña                     |
| 913116 | sut                              | Torrelaguna - Patones, sin paso por Urb. El Retiro (Torremocha)             | 913216 | sut                               | Patones - Torrelaguna, sin paso por Urb. El Retiro (Torremocha) |

## Horarios
Los horarios que no sean cabecera son aproximados.
| Lunes a viernes laborables              |                       |                       |                       |                       |                       |                       |                       |                       |                       |                       |                       |
| Torrelaguna > Patones                   | Torrelaguna > Patones | Torrelaguna > Patones | Torrelaguna > Patones | Torrelaguna > Patones | Torrelaguna > Patones | Patones > Torrelaguna | Patones > Torrelaguna | Patones > Torrelaguna | Patones > Torrelaguna | Patones > Torrelaguna | Patones > Torrelaguna |
| Redueña                                 | Torrelaguna           | Torremocha            | Patones               | Patones de Arriba     | El Atazar             | El Atazar             | Patones de Arriba     | Patones               | Torremocha            | Torrelaguna           | Redueña               |
|                                         |                       |                       |                       |                       |                       |                       |                       | 06:00                 | 06:05                 | 06:10                 |                       |
| 06:15                                   | →                     | 06:25                 | 06:34                 |                       |                       |                       |                       |                       |                       |                       |                       |
| 06:35                                   | 06:39                 |                       |                       |                       |                       | 07:30                 | 07:35                 | 07:40                 |                       |                       |                       |
|                                         | 07:45                 | 07:50                 | 07:55                 | 08:00                 | 08:40                 | 08:45                 | →                     | 09:05                 | 09:10                 | 09:15                 |                       |
| 09:25                                   | 09:30                 | 09:35                 | 09:40                 |                       |                       | 09:45                 | 09:50                 | 09:55                 | 10:00                 |                       |                       |
| 11:40                                   | 11:45                 | 11:50                 | →                     | 12:20                 | 12:20                 | →                     | 12:40                 | 12:45                 | 12:50                 |                       |                       |
|                                         |                       |                       |                       |                       |                       |                       |                       | 14:00                 | 14:05                 | 14:10                 | 14:20                 |
| 14:30                                   | 14:34                 | 14:39                 | 14:44                 | 15:00                 | →                     | 15:10                 |                       |                       |                       |                       |                       |
|                                         | 15:05                 | 15:10                 | 15:18                 | 15:20                 | →                     | 15:30                 |                       |                       |                       |                       |                       |
| 16:45                                   | 16:50                 | 16:55                 | →                     | 17:20                 | 17:20                 | →                     | 17:40                 | 17:45                 | 17:50                 |                       |                       |
| 18:00                                   | 18:05                 | 18:10                 | 18:15                 |                       |                       |                       | 18:15                 | 18:20                 | 18:25                 | 18:34                 |                       |
| 18:35                                   | 18:39                 | 18:44                 | 18:49                 | →                     | 18:54                 | 20:00                 | 20:10                 | 20:15                 |                       |                       |                       |
|                                         | 20:15                 | 20:20                 | 20:25                 | 20:30                 |                       | 20:30                 | 20:35                 | 20:40                 |                       |                       |                       |
| Todo el año                             |                       |                       |                       |                       |                       |                       |                       |                       |                       |                       |                       |
| Sábados laborables, domingos y festivos |                       |                       |                       |                       |                       |                       |                       |                       |                       |                       |                       |
| Torrelaguna > Patones                   | Torrelaguna > Patones | Torrelaguna > Patones | Torrelaguna > Patones | Torrelaguna > Patones | Torrelaguna > Patones | Patones > Torrelaguna | Patones > Torrelaguna | Patones > Torrelaguna | Patones > Torrelaguna | Patones > Torrelaguna | Patones > Torrelaguna |
| Redueña                                 | Torrelaguna           | Torremocha            | Patones               | Patones de Arriba     | El Atazar             | El Atazar             | Patones de Arriba     | Patones               | Torremocha            | Torrelaguna           | Redueña               |
| 10:05                                   | 10:10                 |                       |                       |                       |                       |                       |                       |                       |                       |                       |                       |
|                                         | 10:45                 | 10:50                 | 11:00                 | 11:05                 | 11:35                 | 11:40                 | →                     | 12:00                 | 12:10                 | 12:15                 | 12:25                 |
| 12:30                                   | 12:35                 | 12:40                 | 12:50                 |                       |                       |                       |                       | 19:40                 | 19:45                 | 19:50                 | 19:59                 |
| 20:00                                   | 20:05                 | 20:10                 | 20:20                 | 20:25                 | 20:57                 | 21:00                 | →                     | 21:20                 | 21:25                 | 21:35                 |                       |
|                                         | 21:40                 | 21:45                 | 21:50                 |                       |                       |                       |                       |                       |                       |                       |                       |

1. 1 2 3  Sin paso por la Urbanización El Retiro (Torremocha de Jarama)
2. ↑  Sin paso por Torremocha de Jarama y continúa a Redueña
3. 1 2  Procede de Redueña, hasta Torrelaguna
4. 1 2  Por Patones de Arriba (A DEMANDA) y continúa a El Atazar
5. 1 2 3 4 5 6  Continúa/procede de El Atazar
6. 1 2  Continúa/procede de Patones de Arriba
7. 1 2 3 4 5  Procede/continúa a Redueña
8. 1 2  Sin paso por Torremocha de Jarama
9. 1 2  Continúa a Patones de Arriba (A DEMANDA)
10. ↑  Procede de Redueña y continúa a El Atazar (A DEMANDA)
11. ↑  Procede de El Atazar y continúa a Redueña
12. ↑  Procede de Redueña, por Patones de Arriba (A DEMANDA) y continúa a El Atazar

## Recorrido y paradas

### Sentido Patones
La línea inicia su recorrido junto a la Plaza de Manuel María Martín, en Torrelaguna, saliendo de la localidad por la carretera M-102 en dirección a Patones. Los servicios que comienzan en Redueña lo hacen desde la Plaza de la Villa en dicho municipio; pero no forman parte del itinerario estándar de la línea.
Circulando por esta carretera, la línea se desvía para dar servicio al casco urbano de Torremocha de Jarama, con 8 paradas( 3 casco urbano y 5 urbanización retiro). De nuevo se incorpora a la carretera M-102 y circula por la misma por dentro del casco urbano de Patones, con dos paradas en la travesía (Avenida de Madrid). Este es el final del itinerario estándar de la línea, las prolongaciones que se detallan a continuación se realizan por solo algunos servicios.
Algunos servicios se desvían hacia la carretera M-912 para dar servicio a Patones de Arriba con una parada y regresan a la M-102 saliendo del casco urbano de Patones. Siguiendo por la carretera M-102 y llegando al límite con la provincia de Guadalajara, se desvía por la carretera M-134, que lleva hasta El Atazar realizando parada en el Pontón de la Oliva, en el antiguo poblado de El Atazar y finalmente en el pueblo de El Atazar.
| Código | Zona | Localidad            | Denominación                                              | Ubicación                          | Líneas de la parada                  |
| --- | ---- | -------------------- | --------------------------------------------------------- | ---------------------------------- | ------------------------------------ |
| Paradas realizadas por los servicios que proceden de Redueña                                                         |      |                      |                                                           |                                    |                                      |
| 10313 |      | Redueña              | Redueña - Plaza de la Villa                               | Plaza de la Villa Nº1              | 197 197C 913                         |
| 19280 |      | Torrelaguna          | Calle de San Francisco - Escuelas                         | Calle de San Francisco Nº19        | 913                                  |
| 17522 |      | Torrelaguna          | Calle de la Cava - Camino de la Soledad                   | Calle de la Cava Nº41              | 197 913                              |
| Parada del itinerario normal, no la realizan los servicios que proceden de Redueña                                   |      |                      |                                                           |                                    |                                      |
| 11737 |      | Torrelaguna          | Camino de la Soledad - Avenida de Madrid                  | Camino de la Soledad Nº1           | 197 197A 197B 197C 197D 197E 913 FS2 |
| Paradas del itinerario normal, los servicios que no pasan por la Urbanización El Retiro (Torremocha) no las realizan |      |                      |                                                           |                                    |                                      |
| 20946 |      | Torremocha de Jarama | Avenida de la Hispanidad - Avenida de Argentina           | Avenida de la Hispanidad Nº1       | 913                                  |
| 20947 |      | Torremocha de Jarama | Avenida de la Hispanidad - Calle de Ecuador               | Avenida de la Hispanidad Nº26      | 913                                  |
| 19278 |      | Torremocha de Jarama | Avenida de la Hispanidad - Camino a Patones               | Avenida de la Hispanidad Nº54      | 913                                  |
| 20948 |      | Torremocha de Jarama | Avenida de Argentina - Calle de Ecuador                   | Avenida de Argentina Nº27          | 913                                  |
| 12712 |      | Torremocha de Jarama | Avenida de la Hispanidad - Entrada Urbanización El Retiro | Avenida de la Hispanidad Nº1       | 913                                  |
| Paradas del itinerario normal                                                                                        |      |                      |                                                           |                                    |                                      |
| 19298 |      | Torremocha de Jarama | Calle del Canal de Isabel II - Torrearte                  | Calle del Canal de Isabel II Nº600 | 197 913                              |
| 10308 |      | Torremocha de Jarama | Torremocha de Jarama - Plaza del Comercio                 | Plaza del Comercio Nº1             | 197 197A 913                         |
| 19284 |      | Torremocha de Jarama | Calle del Canal de Isabel II - Avenida de la Hispanidad   | Calle del Canal de Isabel II Nº400 | 197 197A 913                         |
| 17065 |      | Patones              | Patones - Residencia                                      | Avenida de Madrid Nº4              | 197 197A 913                         |
| 10309 |      | Patones              | Patones - Avenida de Madrid                               | Avenida de Madrid Nº56             | 197 197A 913                         |
| Los servicios hasta Patones finalizan aquí                                                                           |      |                      |                                                           |                                    |                                      |
| Parada realizadas por los servicios que pasan ,segun demanda, a Patones de Arriba                                    |      |                      |                                                           |                                    |                                      |
| 19281 |      | Patones de Arriba    | Carretera M-912 - Patones de Arriba                       | Carretera M-912 Nº2100             | 913                                  |
| Los servicios hasta Patones de Arriba finalizan aquí                                                                 |      |                      |                                                           |                                    |                                      |
| Paradas realizadas por los servicios que continúan a El Atazar pasando por Patones de Arriba                         |      |                      |                                                           |                                    |                                      |
| 19295 |      | Patones              | Carretera M-912 - Patones de Abajo                        | Carretera M-912 Nº1                | 913                                  |
| Paradas realizadas por los servicios que continúan a El Atazar                                                       |      |                      |                                                           |                                    |                                      |
| 19283 |      | Patones              | Carretera M-134 - El Pontón de la Oliva                   | Carretera M-134 Nº100              | 913                                  |
| 19296 |      | Patones              | Carretera M-134 - Poblado del Atazar                      | Carretera M-134 Nº6000             | 913                                  |
| 12096 |      | El Atazar            | El Atazar - Carretera de Patones                          | Plaza de la Constitución Nº2       | 913                                  |

### Sentido Torrelaguna
El recorrido en dirección a Torrelaguna es igual al de ida pero en sentido contrario.
| Código | Zona | Localidad            | Denominación                                              | Ubicación                          | Líneas de la parada                  |
| --- | ---- | -------------------- | --------------------------------------------------------- | ---------------------------------- | ------------------------------------ |
| Paradas realizadas por los servicios que proceden de El Atazar                                                                  |      |                      |                                                           |                                    |                                      |
| 12096 |      | El Atazar            | El Atazar - Carretera de Patones                          | Plaza de la Constitución Nº2       | 913                                  |
| 19282 |      | Patones              | Carretera M-134 - Poblado del Atazar                      | Carretera M-134 Nº6000             | 913                                  |
| 19297 |      | Patones              | Carretera M-134 - El Pontón de la Oliva                   | Carretera M-134 S/Nº               | 913                                  |
| Parada del itinerario normal |      |                      |                                                           |                                    |                                      |
| 10310 |      | Patones              | Patones - Avenida de Madrid                               | Avenida de Madrid Nº87             | 197 197A 913                         |
| Paradas realizadas por el servicio de las 9:40 que sale de l a v desde Patones de Arriba                                        |      |                      |                                                           |                                    |                                      |
| 19281 |      | Patones de Arriba    | Carretera M-912 - Patones de Arriba                       | Carretera M-912 Nº2100             | 913                                  |
| 19295 |      | Patones              | Carretera M-912 - Patones de Abajo                        | Carretera M-912 Nº1                | 913                                  |
| Parada del itinerario normal |      |                      |                                                           |                                    |                                      |
| 17064 |      | Patones              | Patones - Residencia                                      | Avenida de Madrid Nº5              | 197 197A 913                         |
| Los servicios que no pasan por Torremocha de Jarama o la Urbanización El Retiro (Torremocha) no realizan las siguientes paradas |      |                      |                                                           |                                    |                                      |
| 20946 |      | Torremocha de Jarama | Avenida de la Hispanidad - Avenida de Argentina           | Avenida de la Hispanidad Nº1       | 913                                  |
| 20947 |      | Torremocha de Jarama | Avenida de la Hispanidad - Calle de Ecuador               | Avenida de la Hispanidad Nº26      | 913                                  |
| 19278 |      | Torremocha de Jarama | Avenida de la Hispanidad - Camino a Patones               | Avenida de la Hispanidad Nº54      | 913                                  |
| 20948 |      | Torremocha de Jarama | Avenida de Argentina - Calle de Ecuador                   | Avenida de Argentina Nº27          | 913                                  |
| 12712 |      | Torremocha de Jarama | Avenida de la Hispanidad - Entrada Urbanización El Retiro | Avenida de la Hispanidad Nº1       | 913                                  |
| Los servicios que no pasan por Torremocha de Jarama no realizan las siguientes paradas                                          |      |                      |                                                           |                                    |                                      |
| 19298 |      | Torremocha de Jarama | Calle del Canal de Isabel II - Torrearte                  | Calle del Canal de Isabel II Nº600 | 197 913                              |
| 10308 |      | Torremocha de Jarama | Torremocha de Jarama - Plaza del Comercio                 | Plaza del Comercio Nº1             | 197 197A 913                         |
| 19284 |      | Torremocha de Jarama | Calle del Canal de Isabel II - Avenida de la Hispanidad   | Calle del Canal de Isabel II Nº400 | 197 197A 913                         |
| Parada del itinerario normal, los servicios que continúan a Redueña no la realizan                                              |      |                      |                                                           |                                    |                                      |
| 11737 |      | Torrelaguna          | Camino de la Soledad - Avenida de Madrid                  | Camino de la Soledad Nº1           | 197 197A 197B 197C 197D 197E 913 FS2 |
| Paradas de los servicios que continúan a Redueña                                                                                |      |                      |                                                           |                                    |                                      |
| 17523 |      | Torrelaguna          | Calle de la Cava - Camino de la Soledad                   | Calle de la Cava Nº1200            | 197 913                              |
| 12445 |      | Torrelaguna          | Calle de San Francisco - Escuelas                         | Calle de San Francisco Nº22        | 197 197C 913                         |
| 10313 |      | Redueña              | Redueña - Plaza de la Villa                               | Plaza de la Villa Nº1              | 197 197C 913                         |